# Klecanka rdzaworożna
Klecanka rdzaworożna (Polistes dominula) – gatunek błonkówki z rodziny osowatych (Vespidae) i podrodziny Polistinae. Społeczny. Preferuje miejsca ciepłe i nasłonecznione. Rodzimy dla Palearktyki, ale zawleczony również do innych krain.

## Taksonomia i nomenklatoryka
Gatunek ten opisany został w 1791 roku przez Johanna Ludwiga Christa jako Vespa dominulus. W literaturze często występuje pod nazwą Polistes gallicus, która obowiązuje dla innego, opisanego w 1767 roku przez Karola Linneusza gatunku, znanego też pod nazwą Polistes foederatus Kohl, 1898. Epitet gatunkowy dominula jest zdrobnieniem od łacińskiego rzeczownika domina, oznaczającego kochankę i nie podlega deklinacji w związku z czym prawidłowa nazwa brzmi P. dominula, a nie P. dominulus.

## Opis

### Samice

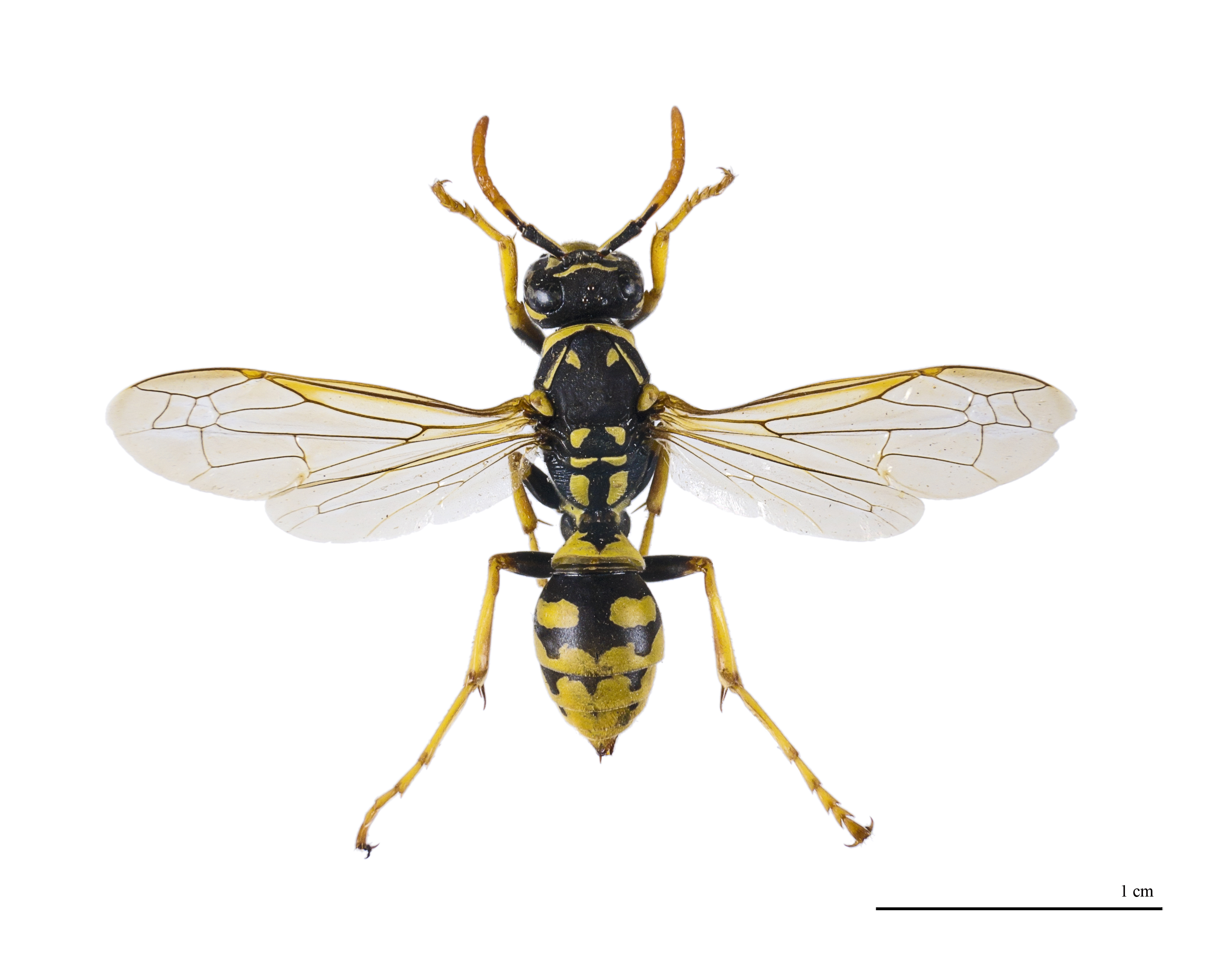
Samica. Tuluza, Francja

Długość ciała królowej wynosi 16 mm, a robotnicy około 14 mm. Czułki o wici pomarańczowożółtej z wyjątkiem grzbietowej powierzchni dwóch pierwszych jej członów. Nadustek zwykle żółto ubarwiony, rzadziej z czarną plamą lub poprzeczną przepaską. Policzki żółte. Żuwaczki czarne, rzadko z małą, żółtą plamą. Na śródpleczu zazwyczaj obecne żółte plamy. Szósty sternit odwłoka żółty z wyjątkiem wąskiej czarnej przepaski u nasady.

### Samce
Ciało długości od 13 do 16 mm. Skronie wyraźnie wypukłe. Nadustek o przedniej krawędzi lekko wciśniętej, żółtej i równomiernie zaokrąglonej; wąsko i czarno obwiedziony; o bocznych krawędziach prawie równoległych; o powierzchni grubo punktowanej, z których to punktów sterczą ciemne, sztywne szczecinki. Czułki o członie ostatnim półtora raza dłuższym od swojej szerokości przy podstawie, a grzbietowej powierzchni wici niezaciemnionej z wyjątkiem dwóch jej pierwszych członów. Śródplecze bardzo krótko owłosione.

## Cykl życiowy
Gatunek eusocjalny. Społeczeństwa są niewielkie, w warunkach polskich jednoroczne. Budowa gniazda klecanki zostaje zapoczątkowana wiosną przez jedną płodną samicę (tzw. założycielkę lub królową), lub przez kilka współpracujących samic. W drugim przypadku królową zostaje ta, która złoży najwięcej jaj, a pozostałe założycielki podporządkowują się jej. Budowa gniazda trwa około miesiąca. Tworzone jest ono z masy papierowej i składa się z pojedynczego plastra z niewielką liczbą komórek, przytwierdzonego do podłoża krótkim styliskiem, pozbawione jest osłon. Budowa taka sprawia, że regulacja termiczna jest w nim słabsza niż u innych osowatych. Pod koniec lata oprócz robotnic w gnieździe wychowywane są także samce i młode królowe. Jedynie te ostatnie są stanie przezimować i dać początek nowym rodzinom.

## Ekologia
Gatunek pod względem siedliskowym oligotopowy, preferujący stanowiska ciepłe i nasłonecznione. Kserotermofil, zasiedlający suche i ciepłe tereny otwarte. Występuje w biotopach kserycznych i kserotermicznych, zarówno na półnaturalnych murawach, jak i terenach ruderalnych w centrach miast. Na wschodzie gatunek stepowy. Nieczęsty w górach, jednak w Hiszpanii sięga do 2000 m n.p.m., we Włoszech i Albanii do około 1000 m n.p.m., a Polsce sięga Tatr, masywu Babiej Góry (900 m n.p.m.) i Połoniny Caryńskiej (około 1200 m n.p.m.).

## Rozprzestrzenienie
Klecanka rdzaworożna naturalnie występuje w cieplejszych rejonach Palearktyki, a zawleczona została do pozostałych krain. W Starym Świecie zachód sięga do Madery, na południe po Izrael i Etiopię, na północ do Litwy i Łotwy, a na wschód przez Armenię, Azerbejdżan, Turkmenistan, Iran, Afganistan, Pakistan i Mongolię po północne Indie, Chiny i Japonię. Zawleczona została do Chile, Argentyny, Stanów Zjednoczonych, Australii Zachodniej, Nowej Zelandii i RPA. Ponadto obecna w krainie orientalnej.
W Europie gatunek ten wykazany został z Albanii, Austrii, Balearów, Belgii, Bułgarii, Chorwacji, Cypru, Czech, Danii, Dodekanezu, europejskiej Turcji, Francji, Grecji, Hiszpanii, Holandii, Korsyki, Krety, Litwy, Luksemburga, Łotwy, Malty, Niemiec, Polski, Portugalii, Rumunii, Sardynii, Słowenii, Sycylii, Szwajcarii, Ukrainy, Węgier, Włoch i Wysp Kanaryjskich. Ponadto notowany z Wielkiej Brytanii, gdzie nie wchodzi w skład fauny rodzimej.
W Polsce obecność gatunku stwierdzono na obszarze całego kraju z wyjątkiem Wyżyny Lubelskiej, Roztocza i Beskidu Wschodniego. Rzadziej podawany z północy i wschodu kraju, a najliczniej z Niziny Wielkopolsko-Kujawskiej.
W Stanach Zjednoczonych gatunek ten, po raz pierwszy odnotowany z Massachusetts, szeroko się rozprzestrzenił na środkowym zachodzie i rozszerza zasięg na południowy zachód. Występuje tam od Maine po Wisconsin, Michigan, Ohio i Wirginię, a także w Montanie, Kolorado, Utah, od Washingtonu po Kalifornę oraz w Arizonie i Nevadzie.
W Kanadzie klecanka ta po raz pierwszy notowana była w 1997 roku z Ontario. Obecnie występuje również w Nowej Szkocji i Kolumbii Brytyjskiej, a biorąc pod uwagę jej szybkie tempo ekspansji, powinna być już obecna w Quebecu, a wkrótce też w Nowym Brunszwiku i na Wyspie Księcia Edwarda.

## Zagrożenia
Gatunek ten umieszczony został przez Skibińską w Polskiej Czerwonej Księdze Zwierząt z wysoką kategorią CR (krytycznie zagrożony), co jednak budzi duże kontrowersje. Według Puławskiego gatunek ten jest w Polsce pospolity. Podobnie według Dylewskiej i Wiśniowskiego. Nowsze analizy Oleksy i Wiśniowskiego również wskazują, że gatunek ten nie jest szczególnie zagrożony, gdyż w Polsce chętnie zasiedla tereny przekształcone przez człowieka, a w skali całego zasięgu odznacza się raczej ekspansywnością, będąc najpospolitszą klecanką ciepłych rejonów Europy, a w Stanach Zjednoczonych wypierającą nawet gatunki rodzime.